# Bauchsches Haus

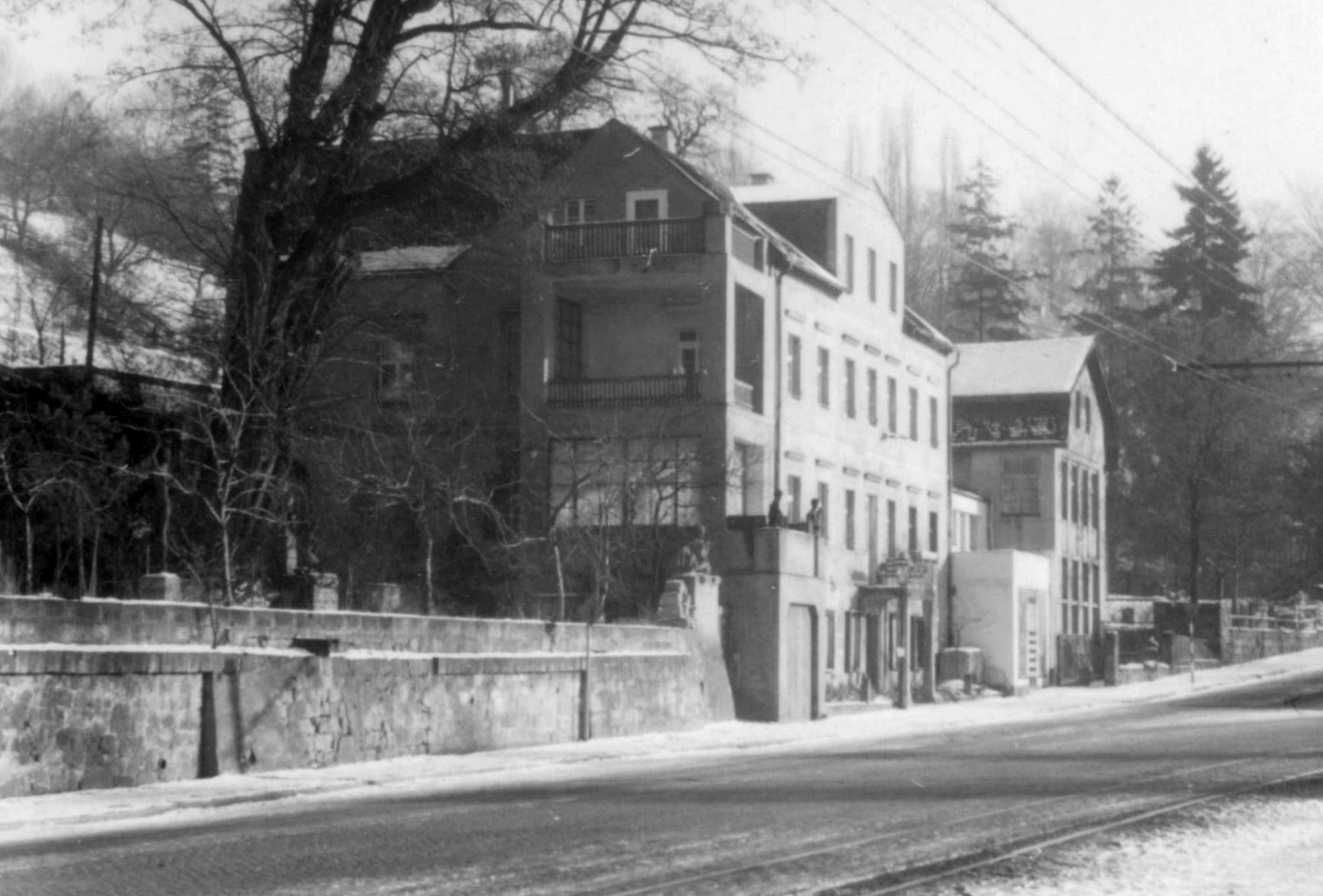
Ehemaliges Wohn- und Atelierhaus in Dresden-Loschwitz, das sogenannte Bauchsche Haus

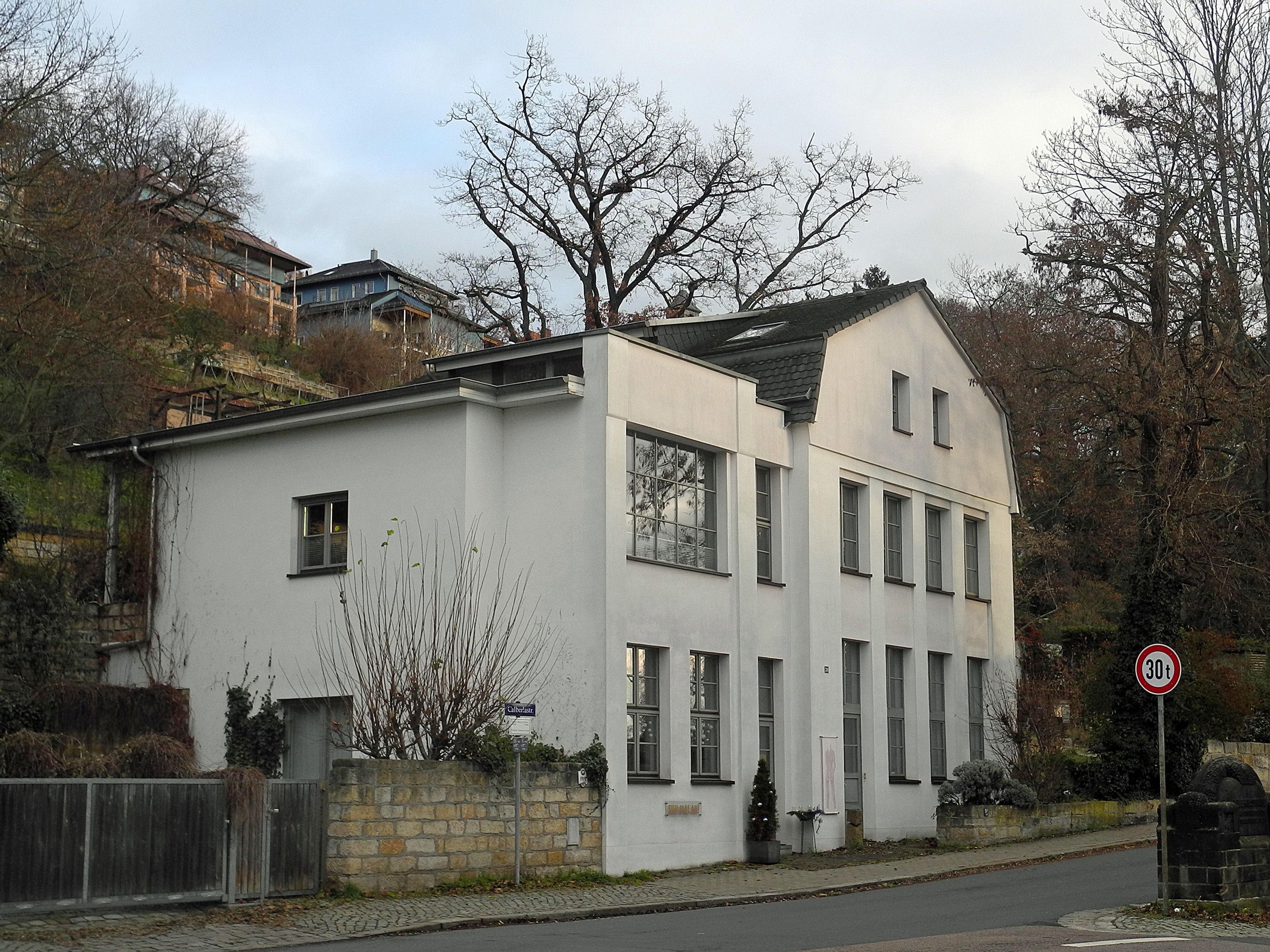
Saniertes Atelierhaus, jetzt Wohnhaus

Das Bauchsche Haus war ein mehrteiliges Wohn- und Atelierhaus in Dresden-Loschwitz, Pillnitzer Landstraße 29, bestehend aus Wohnhaus, Zwischenbau und Atelierhaus. Es war benannt nach dem ehemaligen Besitzer des Hauses, dem Bildhauer Curt Bauch (1887–1967).
Das Wohnhaus wurde 1988 wegen Baufälligkeit abgerissen, erhalten geblieben sind nur der Zwischenbau und das Atelierhaus.

## Geschichte
Die Erweiterungs- und Umbauten des Gebäudes zum Atelierhaus wurden 1882 vom Architekten Emil Wägner (1853–1927) für den Besitzer des Hauses, den Maler Hugo Törmer (1846–1902), vorgenommen. Dabei entstanden der Säulenportikus, Balkons im nordwestlichen Teil des Hauses und Atelierräume im Nebengebäude. Bewohner des Hauses waren u. a. der Bildhauer Oskar Rassau (1843–1912) und der Maler Alfred Wagner (1848–um 1916).
Im Jahr 1918 wurde das Haus vom Bildhauer Curt Bauch erworben, der bis zu seinem Tod im Jahr 1967 Besitzer des Hauses war. Beim Umbau 1919/20 ließ er durch Baumeister William Becker (1875–1956) die beiden bestehenden Gebäude durch einen Zwischenbau verbinden, der dann als Atelier- und Ausstellungsraum genutzt wurde. 1922/23 wurde im Ateliergebäude auch ein Gießraum mit zwei Gießöfen für den Guss von kleineren Skulpturen eingerichtet. Ab 1929 übernahm die Werkstatt für Kunstguss Asche & Frenzel die Erzgießerei. Im Jahr 1939 verließ Curt Bauch mit seiner Familie Dresden endgültig und die Wohn- und Atelierräume wurden vermietet.
Im Februar 1945 wurde das Bauchsche Haus schwer beschädigt und danach nur einzelne Wohnräume wieder instand gesetzt. Ab den 1960er Jahren bis zum Abriss des Hauses im Jahr 1988 nutzten Kunst- und Architekturstudenten die verbliebenen Räume. Die Ateliers wurden u. a. von Jürgen Jüchser (1929–2019) und Egon Pukall (1934–1989) genutzt.
Der Bildhauer Wilhelm Landgraf (1913–1998) arbeitete von 1957 bis 1978 und der Metallgießer Thomas Varga ab 1974 im Bachschen Haus.
Die Skulpturen von Curt Bach, die ursprünglich das Haus und den Garten schmückten, wurden zwischen 1964 und 1971 entfernt und die Gipsmodelle 1988 ins Lapidarium Dresden gebracht.
Der Abriss des Wohnhauses erfolgte 1988, nur der Verbindungsbau und das Ateliergebäude blieben stehen. Das Grundstück war bis 2000 im Besitz der Erben des Künstlers. Danach erfolgte die Privatisierung und die Sanierung der erhaltenen Gebäude.